# Лятото на замръзналите фонтани
„Лятото на замръзналите фонтани“ (на грузински: გაყინული შადრევნების წელიწადი) е грузински игрален филм от 2015 г. на режисьора Вано Бурдули. Копродукция е между Грузия и Русия. Това е втория игрален филм на режисьора.
В България е прожектиран за първи път на 14 март 2016 г. в Дом на киното по време на XX Международен филмов фестивал „София Филм Фест“. Участва в програма „Международен конкурс“.

## Награди
- През 2015 г. филмът е в селекцията на филмовия фестивал в Талин и на Международния филмов фестивал в Тбилиси.[2]
- През 2016 г. получава специалната награда на журито на XX Международен филмов фестивал „София Филм Фест“.[2]